# Innichen
Innichen (tyskt uttal: [ˈɪnɪçn̩] ( lyssna), italienska: San Candido [saŋ ˈkandido], ladinska: Sanciana) är en ort och kommun i provinsen Sydtyrolen i regionen Trentino-Sydtyrolen i norra Italien. Ortens centrum är belägen cirka 10 kilometer från gränsen mot Österrike. Kommunen har 3 337 invånare (2024), på en yta av 79,85 km². Enligt 2024 års folkräkning talar 82,39 % av befolkningen tyska, 17,21 % italienska och 0,40 % ladinska som modersmål.

## Orter

### Orter (località) i kommunen Innichen med fler än 20 invånare (inom parentes invånarantal 2021)[4]
- Innichen/San Candido (2 497)
- Winnebach/Prato alla Drava (312)
- Obervierschach/Versciaco di Sopra (277)
- Untervierschach/Versciaco di Sotto (54)